# Émile Argand
Émile Argand (* 6. Januar 1879 in Eaux-Vives, heute Genf; † 14. September 1940 in Neuenburg) war ein Schweizer Geologe und Mineraloge. Er ist für seine Untersuchung der Tektonik der Alpen und von Asien bekannt. Dabei war er ein früher Anhänger der Theorie der Kontinentalverschiebung von Alfred Wegener.
Argand besuchte die Berufsschule in Genf und war danach technischer Zeichner in einer Baufirma. 1902 holte er in Paris, wo seine Mutter lebte (die seit 1887 von seinem Vater geschieden war), das Abitur nach. Danach studierte er zunächst Medizin in Paris und Lausanne, wechselte aber 1904 zur Geologie, die er bei Maurice Lugeon an der Universität Lausanne und bei Arnold Heim und Ulrich Grubenmann an der Universität Zürich studierte. Seine erste Veröffentlichung hatte er 1905 mit Maurice Lugeon über die Struktur des Penninikums und Überschiebungen in Sizilien. Aus seiner geologischen Karte des Dent-Blanche-Massivs von 1908 entstand seine Dissertation (1909). 1912 wurde er Professor für Geologie in Neuenburg und zusätzlich 1928 Professor für Mineralogie. Er veröffentlichte 1911 Karten über die Struktur der Westalpen und des Penninikums und 1916 eine Gesamtschau der Entstehung der Alpen (Sur l’arc des Alpes occidentales). 1924 erschien sein Hauptwerk über die Tektonik von Asien.
1913 erhielt er den Spendiaroff-Preis und 1926 den Marcel-Benoist-Preis (für sein Buch und die Karte zur Tektonik Asiens).
Nach ihm sind die Dorsa Argand auf dem Erdmond benannt.

## Werke
- La Tectonique de l’Asie. In. Extrait du Compte-rendu du XIIIe Congrès géologique international 1922 (Liège). Band 1, S. 171–372.
- Sur l’arc des Alps Occidentales. In: Eclogae geologicae Helveticae. Band 15, Lausanne 1916, S. 145–192.
- Les nappes de recouvrement des Alpes Pennines et leur prolongement structuraux. In: Beiträge zur geologischen Karte der Schweiz. 31. Lieferung, S. 1–26.